# Hidrocarbură aromatică
Arenele (cunoscute și ca hidrocarburi aromatice) sunt hidrocarburi care conțin în molecula lor unul sau mai multe cicluri cu electroni pi delocalizați care constituie aromaticitatea. Un exemplu este ciclul cu 6 atomi de carbon (acesta fiind numit nucleu benzenic). Denumirea de aromatice datează dinaintea cunoașterii structurii electronice a ciclurilor aromatice.
Atunci când molecula arenelor este formată dintr-un singur ciclu se numesc arene mononucleare, iar atunci când molecula cuprinde două sau mai multe cicluri se numesc arene polinucleare sau policiclice. Când în ciclurile aromatice apar atomii altor elemente e vorba de compuși aromatici heterociclici, cum ar fi piridină, pirimidină, etc.

## Clasificare:

### Arene mononucleare

Toluen
Etilbenzen
Izopropilbenzen (cumen)
Propil benzen

- Benzen
- Toluen
- Xilen
- Etilbenzen

### Arene polinucleare

#### Nuclee izolate
- Bifenil
- Difenilmetan

#### Nuclee condensate

Naftalină
Fenantren
Antracen
Tetracen

- Condensare liniară
  - Naftalina
  - Antracen
  - Tetracen

- Condensare angulară
  - Fenantren

## Structură și nomenclatură
La hidrocarburile aromatice mononucleare capul seriei este benzenul C6H6, omologul superior fiind metilbenzenul (toluen),urmând apoi în seria omologă etilbenzenul, n propilbenzenul, izopropilbenzenul (cumen).Pentru derivații substituiți ai benzenului există 3 tipuri de izomeri: orto (1,2) sau ortoxilen, meta (1,3) sau metaxilen para (1,4) paraxilen.

## Sinteza arenelor

### Piroliză
Piroliza substanțelor organice este una dintre cele mai importante  căi de obținere a arenelor având drept materie primă lemnul dar mai mult cărbunele.
Distilarea uscată sau calcinarea cărbunilor cuprinde  procese complexe care au loc la temperaturi de 500-1200 °C, la vid, obținându-se următoarele fracțiuni:
- fracțiunea gazoasă formată din hidrogen, oxid și bioxid de carbon, amoniac, hidrogen sulfurat dar și unele hidrocarburi gazoase
- fracțiunea lichidă: ape amoniacale și gudroane, cu un conținut diferit de hidrocarburi, dar și combinații organice cu oxigen și azot.
- fracțiunea solidă formată numai din cocs.

După temperatura la care are loc  acest proces de piroliză se pot deosebi:
- distilare la temperatură joasă 500 °C-600 °C numită și distilare primară sau semicarbonizare care urmărește obținerea distilatelor necesare ca materii prime în industria chimică. Ea se aplică la huilă, cărbune brun, turbă în cuptoare de distilare.
- o distilare la temperatură medie 600 °C-700 °C (cocsificare la temperatură medie)
- distilare la temperatură înaltă 900 °C-1200 °C (cocsificare prin care se obține cocsul metalurgic).

În urma diferitelor procese rezultă un ulei de absorbție  saturat cu hidrocarburi; acesta este încălzit la 135-140 °C iar apoi distilat cu abur supraîncălzit într-o coloană de distilare. Produsul de distilare  până la 140 °C –format din benzen, toluen, xilen-reprezintă benzenul brut. Amestecul cu puncte de fierbere peste 140 °C (naftalină, compuși aromatici cu sulf azot oxigen) formează un bun amestec dizolvant  cunoscut sub denumirea de solvent nafta.

### Gudroanele de cărbune
Sunt o altă importantă sursă de materie primă pentru industria chimică; ele se prezintă ca un lichid uleios, brun negru, foarte vâscos, cu un miros caracteristic, neplăcut și pătrunzător.Gudroanele sunt formate din numeroase substanțe organice care pot fi grupați astfel :
- Componentele acide sunt reprezentate de acid acetic, fenol, cresol.
- Componentele bazice sunt formate din diferiți compuși cu azot: anilină, toluidină, piridină.
- Componentele neutre sunt reprezentate prin hidrocarburi (alcani(pentan, hexan, heptan), alchene(pentenă, octenă) hidrocarburi aromatice (benzen, toluen, xilen, antracen, naftalină)),  și derivați cu sulf (sulfura de carbon CS2 și tiofen).

Alături de aceste componente se mai întâlnește cărbune liber sub formă de negru de fum, cu cât acest procent de cărbune liber este mai mare cu atât calitatea gudronului este mai mică.
Prelucrarea gudroanelor se poate realiza prin:
- Valorificare directă, adică separare în fracțiuni prin distilare
- Prin chimizare, în care intervin transformări chimice ale componentelor respective.

În urma acestor procese se formează gudroane de temperatură joasă și gudroane de temperatură înaltă, prin distilarea acestora din urmă rezultând fracțiunile uleioase care sunt supuse distilării:
- Uleiul ușor (80 °C-170 °C) reprezintă circa 2-6% format din benzen și omologii săi: toluen, xilen, etilbenzen, și compuși cu azot: anilină, acetonitril, piridină dar și compuși cu sulf: sulfură de carbon, tiofen.
- Uleiul mediu distilă în domeniu 170 °C-240 °C, fiind reprezentat de naftalină  și omologii săi, fenoli, cresoli, xilenoli și piridină. Din acest amestec naftalina se separă prin răcire și cristalizare, iar din uleiul rămas de la separarea naftalinei se extrag fenolul și cresolii (tratare cu hidroxid de sodiu)și bazele piridinice (cu acid sulfuric)
- Uleiul greu  distilă pe intervalul 240 °C-270 °C, cu un conținut de derivați ai naftalinei și alte hidrocarburi similare , naftoli dar și un procent redus de baze piridinice.
- Uleiul antracenic distilă în domeniul 270 °C-300 °C, de culoare verzuie, vâscos, cu un important procent de antracen și alte hidrocarburi aromatice policiclice.

Smoala este reziduul rămas de la distilare, și care reprezintă circa 50-50% din gudroane, care conține hidrocarburi superioare dar și carbon liber.

### Distilarea petrolului
Este o altă sursă de obținere, apăruta datorită faptului că procentul de benzen și xileni furnizate prin cele 2 metode anterioare nu mai sunt suficiente.Datorită faptului că procentul de arene din țițeiul brut este mic, acest tip de hidrocarbură  este supus unui proces de reformare  (cracare), în prezența unui catalizator, de regulă platina de unde denumirea procedeului de platformare (sau platforming). Reacțiile care au loc  în cursul procesului sunt de ciclizare, urmată de dehidrogenare, ambele catalizate de platină. Cicloalcanii cu inel de 6 atomi de carbon suferă direct o ciclizare. Dupa procesul de reformare catalitică urmează separarea destul de greoaie la începuturile istoriei acestei metode. Un proces de separare a fost pus la punct de inginerul român Lazăr Edeleanu (procedeul Edeleanu), în care se folosește SO2 drept mediu de separare care la temperaturi scăzute dizolvă numai hidrocarburile aromatice. În prezent drept mediu de separare se preferă glicolul.

### Dehidrogenarea catalitică

Prin procedeul de reformare catalitică se pot obține hidrocarburi cu cifră octanică mare

Este unul dintre cele mai moderne metode de obținere a hidrocarburilor aromatice el purtând și denumirea de reformare catalitică. În urma procesului se obțin benzinele de reformare formate dintr-un amestec de hidrocarburi, ele fiind utilizate pentru motoare (avînd o cifra octanică ridicată) sau pentru obținerea hidrocarburilor aromatice.

### Metoda Fittig Wurtz

În cadrul acestei sinteze se formează intermediar un compus organometalic aromatic care va reacționa apoi cu derivatul halogenat al alcanului

Are la bază acțiunea  sodiului metalic asupra unui amestec de derivat halogenat al unei hidrocarburi aromatice cu un derivat halogenat al unui alcan.

### Reacția de alchilare Friedel Crafts

Reacție de tip substituție electrofilică la nucleu aromatic. Reacția are loc în prezența AlCl_{3} anhidră

Este una dintre cele mai importante metode de sinteză a hidrocarburilor aromatice substituite. Dacă se folosesc procente diferite de reactanți se pot obține dietilbenzen trietilbenzen. Metoda Friedel-Crafts se poate aplica la diferite hidrocarburi aromatice mono- și polinucleare.De obicei această reacție se utilizează pentru introducerea catenei laterale pe nucleul aromatic (alchilarea nucleului aromatic).